# Jorge Gomes
Pour les articles homonymes, voir Gomes.
Jorge Gomes, de son nom complet Jorge Gomes da Silva Filho est un footballeur brésilien né le 18 mai 1954 à Rio de Janeiro. Il évoluait au poste d'attaquant.

## Biographie
Né à Rio de Janeiro, Brésil, Jorge Gomes commence sa carrière professionnelle au CR Vasco da Gama, avant de partir pour le Portugal. Après un passage à l'União Lamas, il rejoint le Boavista FC en 1976, où il joue trois saisons,.
En 1979, Gomes signe avec Benfica, devenant le tout premier joueur étranger à rejoindre le club. Cependant, il doit faire face à une forte concurrence au sein de l’attaque, notamment avec César, Zoran Filipović, Nené et Reinaldo. Il est donc peu utilisé et quitte Lisbonne en 1982,.
Après son départ de Benfica, il rejoint le SC Braga, où il réalise une excellente performance en marquant près de 50 buts toutes compétitions confondues. Il termine sa carrière avec des passages à l’AD Fafe et au RD Águeda, évoluant en Segunda Liga, avant de prendre sa retraite à l'âge de 37 ans,.
AU total, il dispute 70 matchs pour 12 buts marqués en première division portugaise.

## Palmarès
Benfica Lisbonne
- Championnat du Portugal :
  - Vainqueur : 1980-81

- Coupe du Portugal :
  - Vainqueur : 1979-80, 1980-81

- Supercoupe du Portugal :
  - Finaliste : 1981

 Boavista
- Coupe du Portugal :
  - Vainqueur : 1978-79